# Ijiwaru Love Devil
Ijiwaru Love Devil (いじわるらぶ・デビル?, Ijiwaru Rabu Debiru) è un manga shōjo scritto e disegnato da An Nakahara, pubblicato in Giappone nel 2003. È formato da un unico volume che racconta le vicende di una ragazzina che scopre all'improvviso che il suo orsacchiotto di peluche è posseduto da un bellissimo demone.